# (73259) 2002 JY45
(73259) 2002 JY45 – planetoida z pasa głównego asteroid okrążająca Słońce w ciągu 4,4 lat w średniej odległości 2,68 j.a. Odkryta 9 maja 2002 roku.